# Local churches
Der Ausdruck Local churches (dt. örtliche Gemeinden oder Ortsgemeinden, teilweise auch little flock [kleine Herde]) bezeichnet ursprünglich eine spezielle Erscheinungsform des protestantischen Christentums in China. Sie geht im Wesentlichen auf Watchman Nee und Witness Lee zurück, deren Lehre heute vom kalifornischen Verlagshaus Living Stream Ministry verbreitet wird. Sie hat die Tradition der chinesischen Hauskirchen mit begründet, weist dabei Parallelen zur Hauskirchenbewegung allgemein auf und ist mittlerweile auch in anderen Ländern anzutreffen. Die ehemaligen Hauskirchen sind mittlerweile deutlich angewachsen.

## Hintergrund
Watchman Nee und Witness Lee trafen sich zum ersten Mal 1932 in Yantai. Beide kamen aus christlichen Familien. Lee wurde später zum engsten Mitarbeiter von Nee. Zusammen mit anderen Mitarbeitern gründeten sie in ganz China und Südostasien Gemeinden. Als 1949 die kommunistische Revolution kam, bestanden mindestens 600 Local churches. Da sich diese Gruppe keinen Namen geben wollte, wurde sie von Außenstehenden „Kleine Herde“ genannt, weil sie Lieder der britischen Plymouth Brethren sangen, deren Gesangbuch den Titel Hymns and Spiritual Songs for the Little Flock trug. Nee wurde 1952 inhaftiert und starb 20 Jahre später in einem Arbeitslager. Witness Lee emigrierte rechtzeitig nach Taiwan und baute dort eine Vielzahl von Gemeinden auf. Ab 1958 kamen erste Reisen in die USA hinzu, 1962 ließ er sich in Los Angeles nieder, 1969 gab es bereits Local churches in Kalifornien, New York und Texas.
Der amerikanische Gelehrte J. Gordon Melton berichtet, dass „in China ein Teil von Nees Anhängern die Lehren Lees anerkannte, während der andere Teil sie ablehnte,“ so dass „es zu einer Unterscheidung zwischen der ‚alten Lokalkirche‘ (Laodifangjiaohui, 老地方教会), welche die Lehren Nees anerkannte, aber jene von Lee ablehnte, und der ‚neuen Lokalkirche‘ (Difangjiaohui, 地方教会), Lees eigener Organisation“ kam.

## Theologische Aspekte
Typische Aspekte der Local churches finden sich auch bei europäischen Brüdergemeinden, so eine Ältestenschaft, das Priestertum aller Gläubigen, die Ablehnung eines Klerus-Laien-Systems und die zentrale Rolle des Abendmahls. Spezielle Traditionen sind die Betonung der gemeinsamen Erkenntnis Christi und die Theologie der „Wiedererlangung“, eines urchristlichen Vorbildes für die Local churches.
Ekklesiologisch von Bedeutung ist die Betonung der geistigen Einheit der Gläubigen in der jeweiligen Stadt oder (weltlichen) Gemeinde, die konfessionelle Spaltungen aufheben soll. Watchman Nee und Witness Lee betonten, dass das Neue Testament die Gemeinden nach der jeweiligen Stadt benennt. So werden die Christen in Korinth als „die Gemeinde Gottes, die in Korinth ist“ (1 Kor 1,2 ), bezeichnet. Nach Nee und Lee sollte es in jeder Stadt nur eine Gemeinde geben, deren Zuständigkeitsbereich die ganze Stadt umfasse, in der sie sich befinde. Dementsprechend bezeichnen die Gemeindeglieder der Local churches ihre Versammlungen als „die Gemeinde in (Name der Stadt)“. Diese Aussage bedeutet jedoch nicht: „Wir sind die einzige wahre Gemeinde“, sondern: „Wir sind nur die wahre Gemeinde, so wie es alle wahren Gläubigen sind“. Dies hat zu ihrer Weiterverbreitung beigetragen.
Liturgie und Gottesdienstablauf der Local churches wirken auf Neuankömmlinge durchaus ungewöhnlich und umfassen Aspekte der Zungenrede und charismatischer Gottesdienstformen. In China ist für die zugehörigen Gemeinden unter anderem die Bezeichnung Shouters (eng. Schreier) verbreitet.